# Гохдорф-Ассенгайм
Гохдорф-Ассенгайм (нім. Hochdorf-Assenheim) — громада в Німеччині, розташована в землі Рейнланд-Пфальц. Входить до складу району Рейн-Пфальц. Складова частина об'єднання громад Даннштадт-Шауернгайм.
Площа — 10 км2. Населення становить 3218 ос. (станом на 31 грудня 2020).

## Галерея

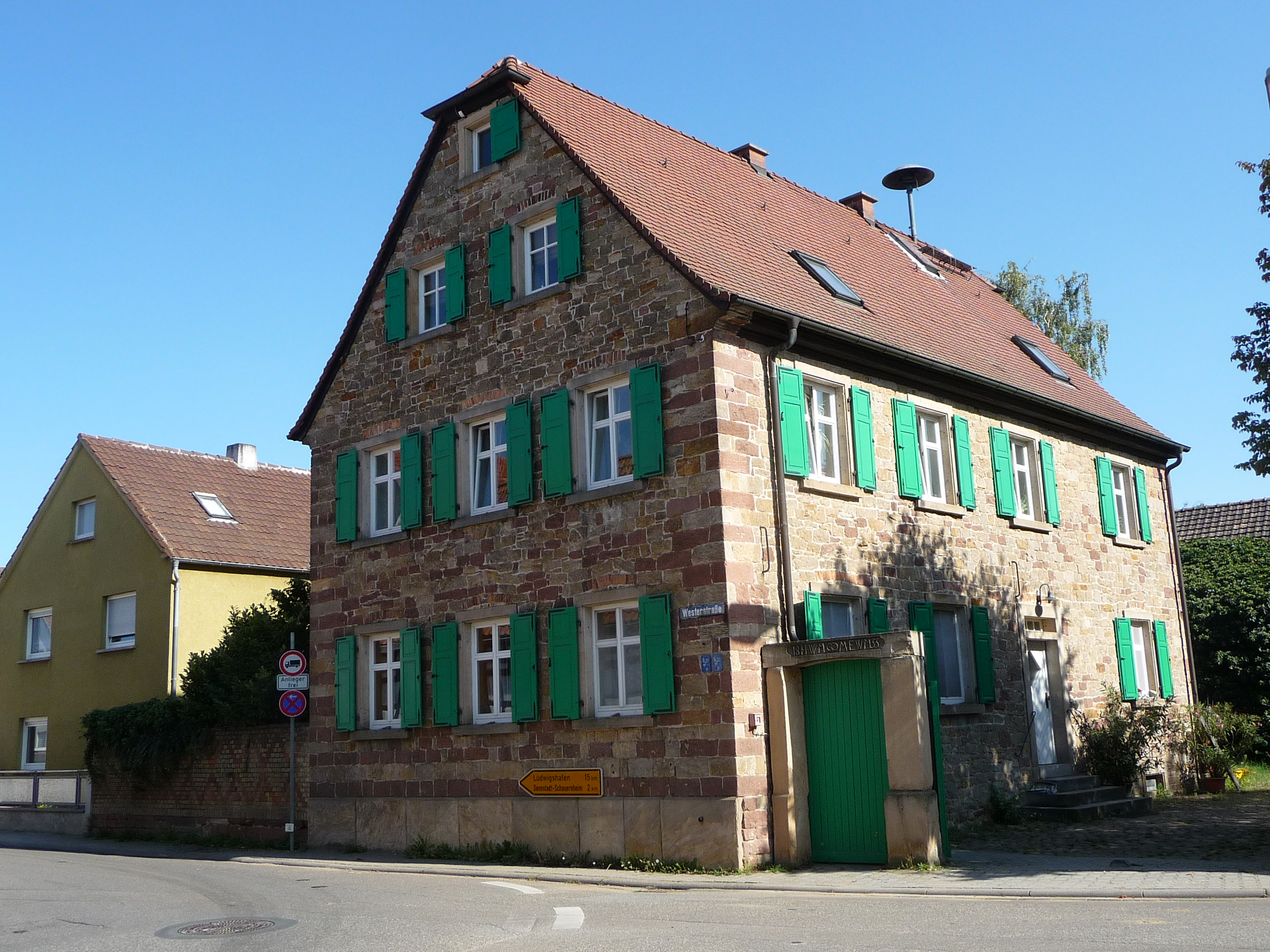
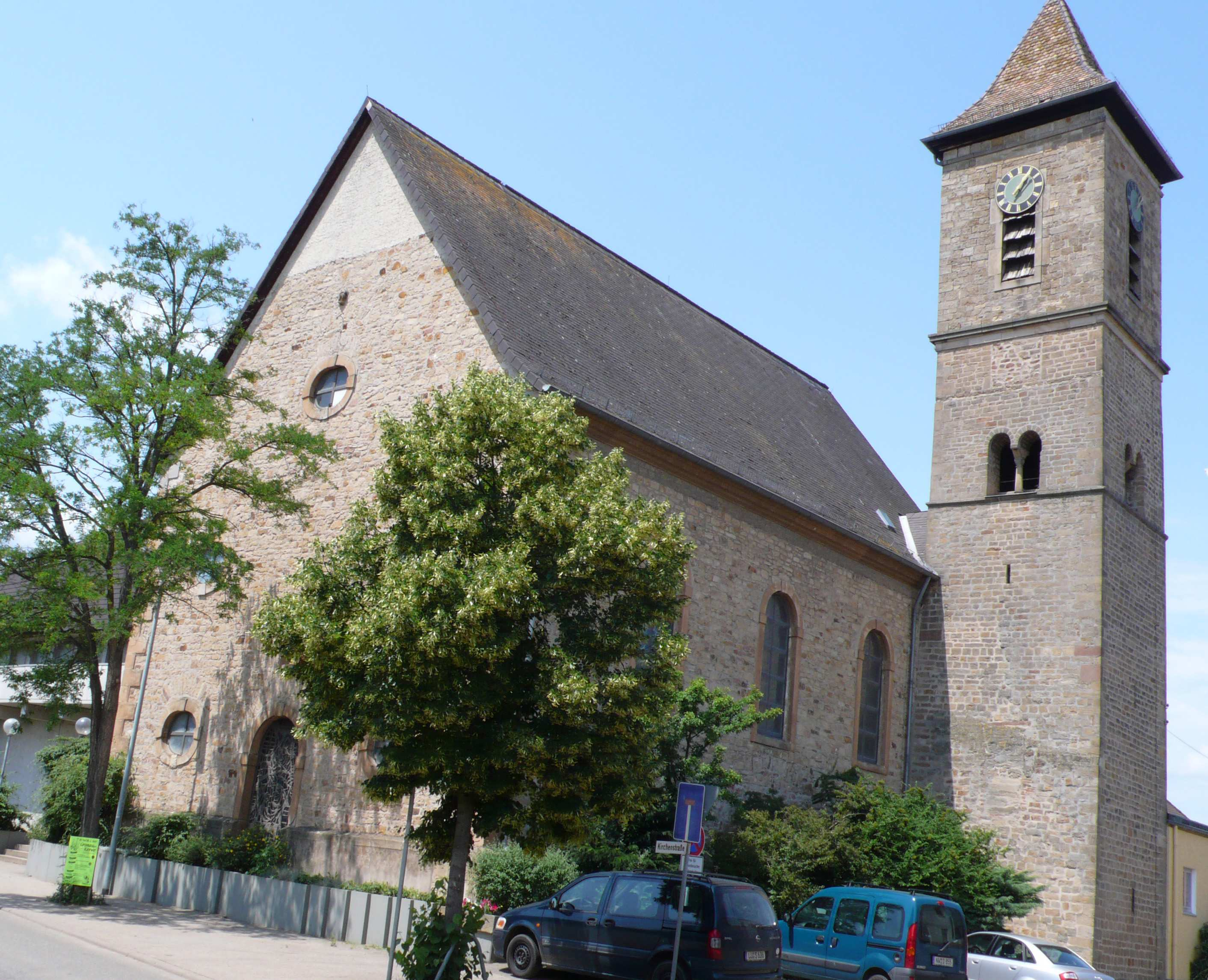
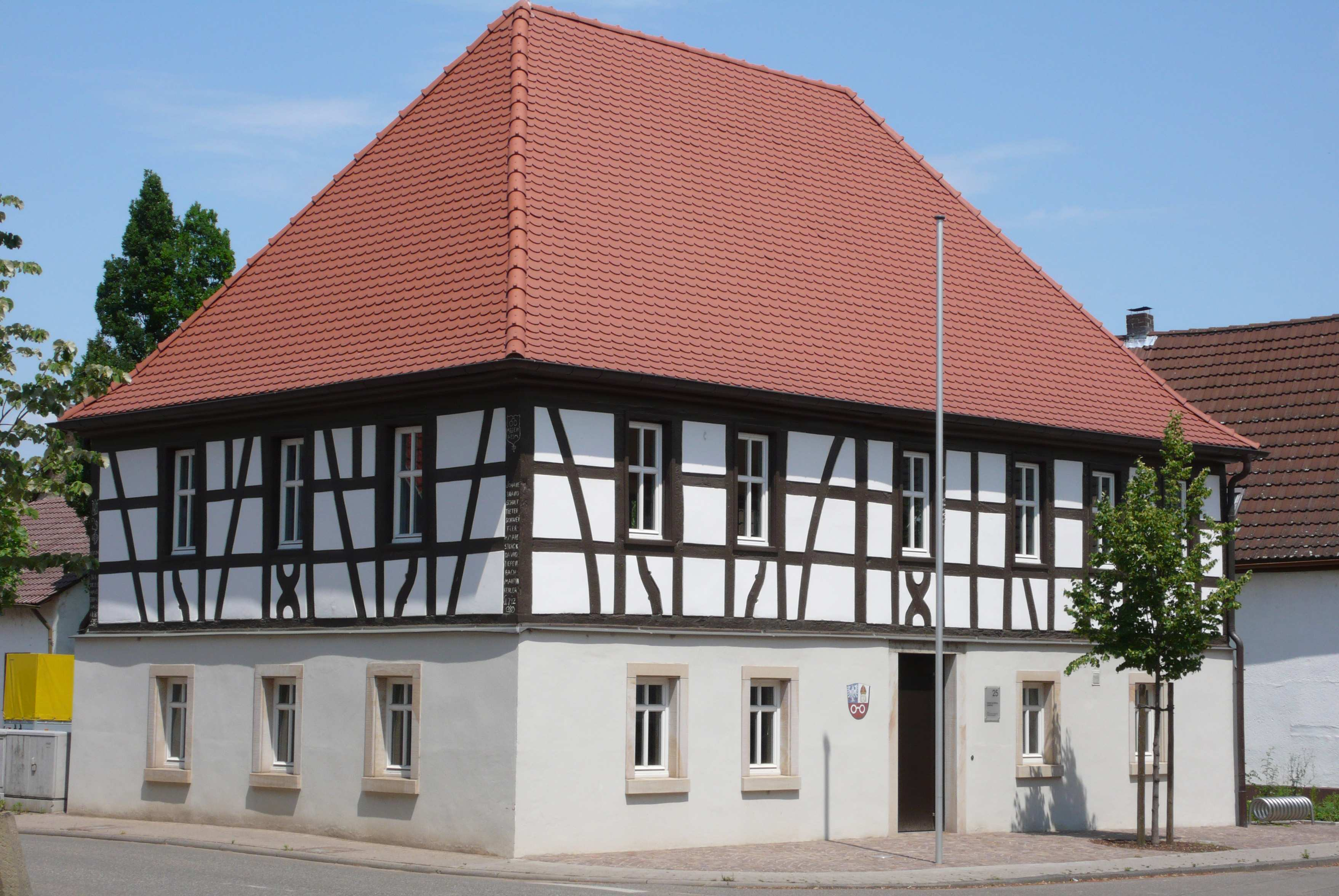
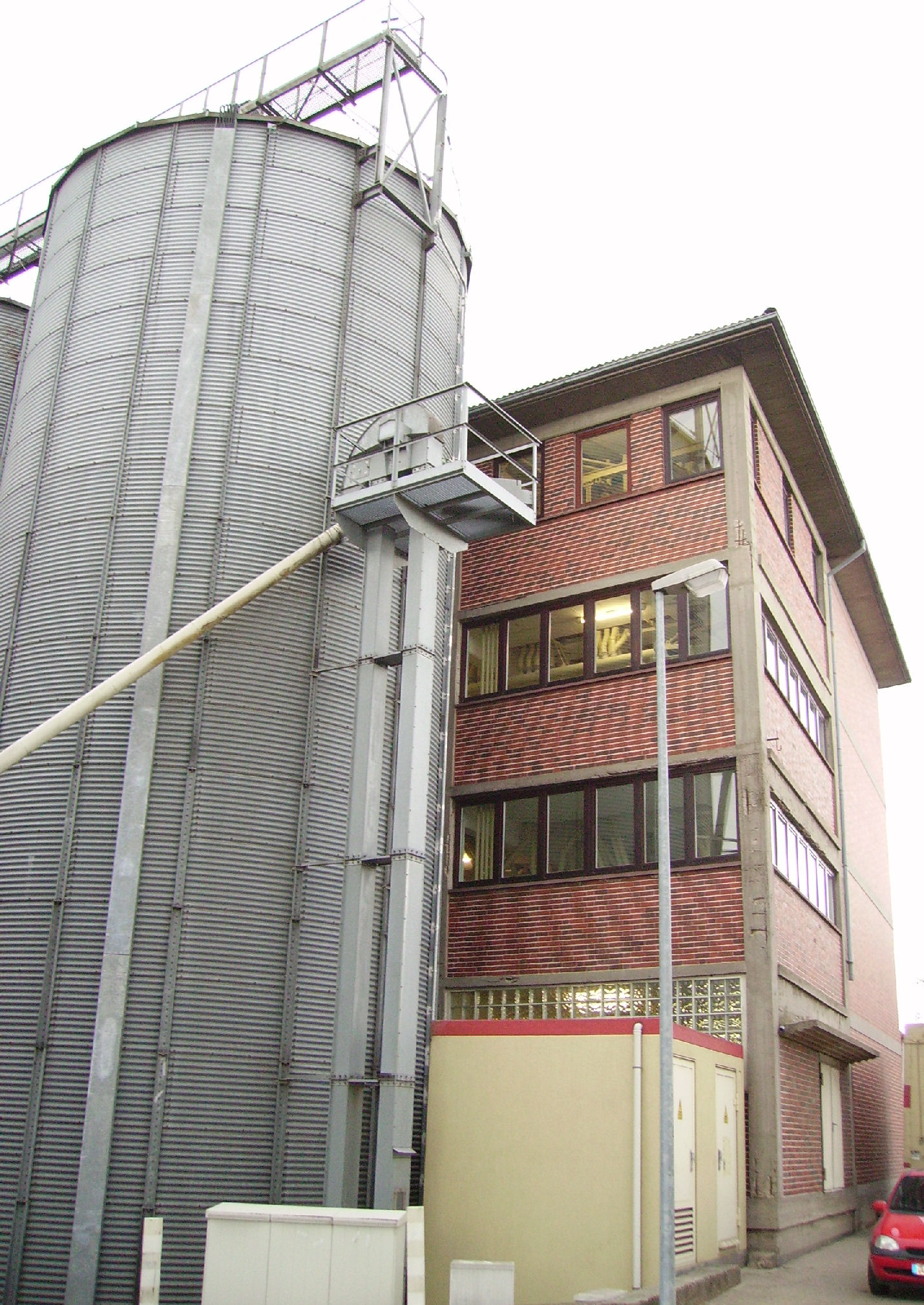